# Albert Bodard
Pour les articles homonymes, voir Bodard.
Césaire Auguste Albert Bodard, né le 10 janvier 1883 à La Rochelle et décédé le 18 octobre 1969 , à Paris 14ème  est un diplomate français.

## Biographie
En 1904, Il est exempté du service militaire pour myopie extrêmement prononcée.
D'abord commis de chancellerie au consulat de Hong Kong puis de Yunnan-fou (aujourd'hui Kunming), il est nommé interprète à Zhefu (1906). Albert Bodard, protégé de Philippe Berthelot, devient vice-consul de France en Chine (1911) au Yunnan (à Yunnan-fou), consul général de France à Chongqing en 1914,  puis à Chengdu, succédant à Pierre-Rémi Bons d'Anty en 1916.
Inapte au service militaire au début de la Première Guerre mondiale, il est affecté au 39e régiment d'infanterie en mai 1917, puis mis en sursis et affecté au consulat de France à Chongqing, sursis prolongé jusqu'à la démobilisation de sa classe d'age en 1919.
Il voyage du Sichuan au Tibet, en 1920. Son abord du Tibet commence à Tsarkalo, alors du côté chinois de la frontière, et dont il visite le monastère renommé, au moulin à prières de plus de 10 m de diamètre mu par une chute d'eau, mais ne peut s'entretenir avec les lamas qui pratiquaient alors l'abstinence de parole.
Il devient consul général de France à Batavia en 1929, ambassadeur de France en Afghanistan, ministre résident à Kaboul, (1931-1934), ministre plénipotentiaire à Addis-Abeba en Éthiopie (1934-1937), en Iran (1937-1939) puis au Mexique (1940). Réputé anglophile, il est révoqué par le gouvernement de Vichy, en septembre 1940, mais reste au Mexique pour soutenir le comité gaulliste.
Il est le père de Lucien Bodard, né en 1914 à Chongqing, alors dans le Sichuan, qui le décrit dans Monsieur le Consul (1973), pour lequel il a reçu le prix Interallié, Le fils du Consul (1975), et Anne Marie, sa mère (1981); prix Goncourt.
Son souvenir est évoqué dans "La Maison des Ambassadeurs", un hôtel de luxe sis 43, rue du Minage à La Rochelle (17).

## Travaux
- Voyage de M. Bodard à Songpan et au Tibet, Tchentou, 24 août 1920 (19 f. dactylographiées), accompagné d'un croquis manuscrit de son itinéraire et d'une photographie du drapeau tibétain (BNF 38795980).
- « Les Propriétés, l'impôt et les corvées dans les marches thibétaines » extrait de l'Asie française, 1920, p. 368-370 (BNF 38795981).
- Il a préfacé le livre de Renée Jullien-Hellet sur Yun Nan Fou, la ville des nuages (Paris, 1937).